# 拉韦康蒂耶尔
拉韦康蒂耶尔（法語：Lavercantière，法語發音：[lavɛʁkɑ̃tjɛʁ]）是法国洛特省的一个市镇，属于古尔东区。

## 地理
拉韦康蒂耶尔（44°38'15"N, 1°19'8"E）面积14.99 平方千米，位于法国奧克西塔尼大區洛特省，该省份为法国西南部内陆省份，北起顺时针与科雷兹省、康塔爾省、阿韦龙省、塔恩-加龙省、洛特-加龍省和多尔多涅省接壤。
与拉韦康蒂耶尔接壤的市镇（或旧市镇、城区）包括：代加尼亚克、然杜、佩里耶、朗普、泰迪拉克。

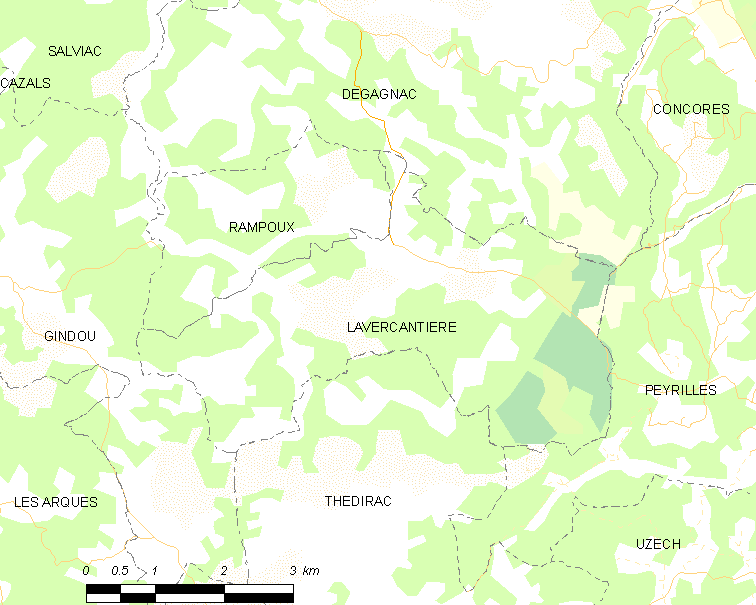
拉韦康蒂耶尔的OSM定位图

拉韦康蒂耶尔的时区为UTC+01:00、UTC+02:00（夏令时）。

## 行政
拉韦康蒂耶尔的邮政编码为46340，INSEE市镇编码为46164。

## 政治
拉韦康蒂耶尔所属的省级选区为古尔东县。

## 人口

1962-2008年间拉韦康蒂耶尔人口变化图示

拉韦康蒂耶尔于2022年1月1日时的人口数量为244人。